# Tołowica
Tołowica (bułg. Толовица) – wieś w północno-zachodniej Bułgarii, w obwodzie Widin, w gminie Makresz. Według danych szacunkowych Ujednoliconego Systemu Ewidencji Ludności oraz Usług Administracyjnych dla Ludności, 15 grudnia 2018 roku miejscowość liczyła 46 mieszkańców.